# 疫苗接種
疫苗接種 （页面存档备份，存于）
，是將疫苗製劑接种到人或動物体内的技術，使接受方获得抵抗某一特定或与疫苗相似病原的免疫力，藉由免疫系統對外來物的辨認，進行抗體的篩選和製造，以產生對抗該病原或相似病原的抗體，進而使受注射者對該疾病具有較強的抵抗能力。
今日醫學上常见的接種方式为注射，而“接種”一词乃是由種痘技術而來，其本意與今日用法有所区别，在現代免疫學研究的運用範疇也有些微差距。
疫苗接種和免疫接種在日常語言中具有相似的含義。

## 歷史
目前已知最早使用的疫苗接種可溯源至人痘接种术。在中國文明，這項技術于公元前200年可能也出现过。清代醫書認為，11世紀起，中國人於北宋時期即開始種天花痘，而另一本醫書則記載，更早於唐代即有「江南趙氏始傳鼻苗種痘之法」，且「種痘者八九千人，其莫救者，二三十耳。」顯示該技術對天花的預防頗有成效，而據推測可能使用的是毒性較低的天花，使欲免疫天花之受試者接觸患者的膿狀囊皰，但此做法無法確保有效，且風險仍高，死亡率達1~2%，隨後這項技術沿絲路傳播開來。18世紀初種痘技術由君士坦丁堡引入西方。1760年，丹尼爾·伯努利成功地讓世人發現，儘管種痘技術有其危險，仍能為一般預期壽命（life expectancy）延長三年。
英國醫師愛德華·金納聽聞民間普遍相信牛痘可以預防人類天花，因感到好奇的他，於1796年5月14日對一名兒童接種由感染牛痘的農婦手中抽取的膿汁作為疫苗，三個月後，他將天花接種至兒童身上，並證實該名兒童對天花免疫，這個方法因此傳遍整個歐洲，因此在使用拉丁字母的語言中，皆以拉丁文中，代表「牛」的「vacca」作為字源，紀念愛德華·金納使用牛痘作為疫苗實驗的里程碑。
路易·巴斯德並進一步闡釋接種的意義和目的，而其同事（Émile Roux及Duclaux）順著羅伯·柯霍提出的假說，將微生物和該疾病的關係確立。這項發現使巴斯德得以改良接種技術，隨後於1881年5月5日成功研發綿羊的霍亂疫苗，並於1885年6月6日讓一位兒童接受狂犬病的疫苗注射。倘若不以「疫苗」的初始定義來看，這便是人類史上第一劑注射疫苗。

## 目的

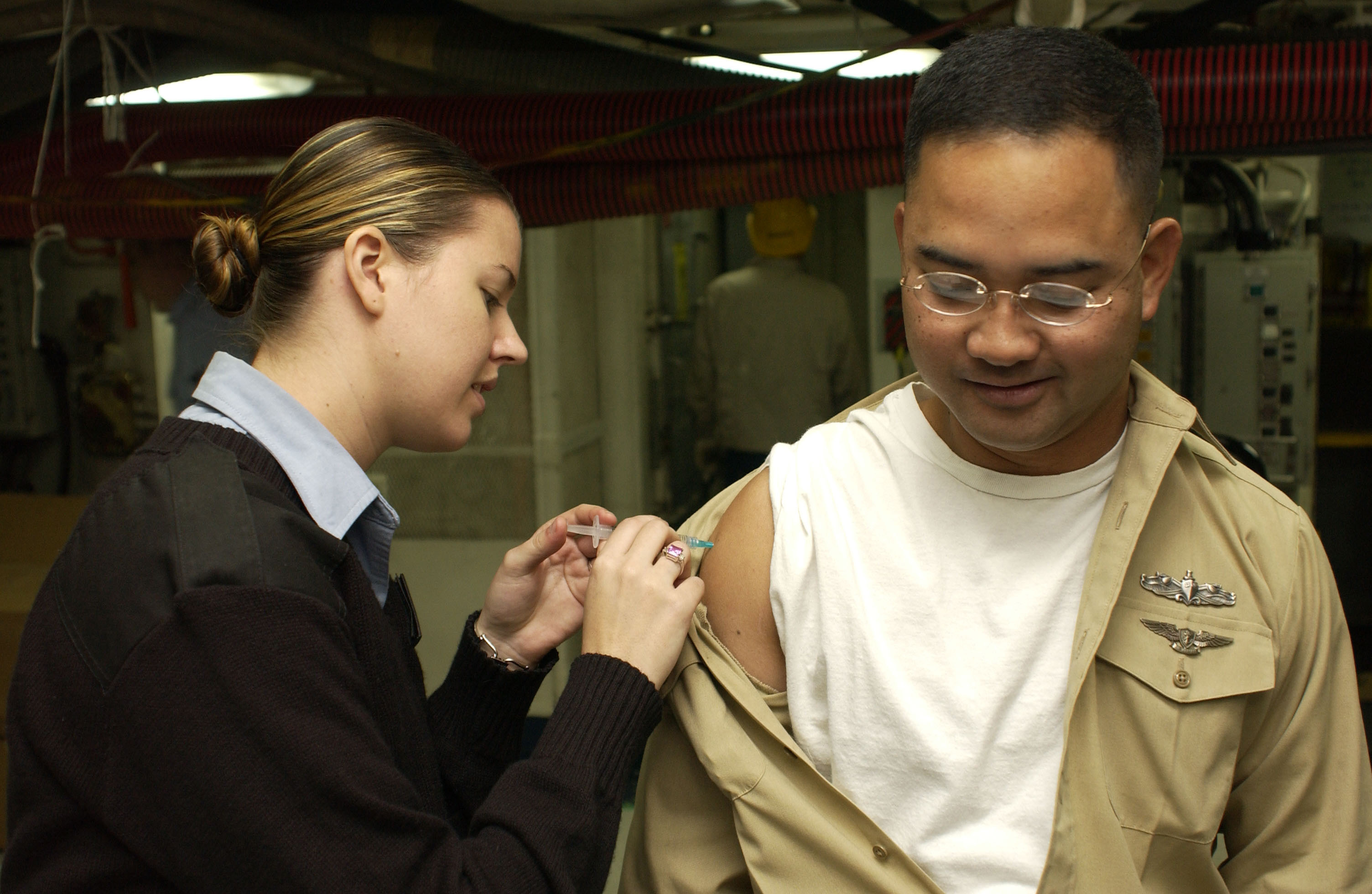
疫苗接種通常在肩膀上的三角肌上注射，圖為美國海軍進行疫苗注射一景

疫苗接種的主要目的是使身體能夠製造自然的生物物質，用以提升生物體的對病原的辨認和防禦功能，有時類似的病原體可以引起針對同一類病原的免疫反應，因此一個疫苗主要是針對一個疾病，或相似度極高的病原體，例如以牛痘預防天花即為佳例。但20世紀末開始，免疫學家發現疫苗也有治療的可能性，並發展出相關的研究理論和實際用途。

### 預防
疫苗接種多數時候是一種可以激起個體自然防禦機制的醫療行為，以預防未來可能得到的疾病，這種疫苗接種特稱為預防接種（prophylactic immunization）。白喉、破傷風、百日咳、小兒麻痺、B型流感嗜血桿菌、B型肝炎、結核（預防結核病的卡介苗效果仍未獲得學界一致認同，因此美國、比利時和荷蘭都未採用此疫苗。）、痲疹、德國麻疹、腮腺炎，都是目前最常見的疫苗種類。由於需要以疫苗防範的疾病非常多，因此為簡化繁複的接種程序，有些實驗室致力發展多效疫苗，而目前已經使用的至少有以下二種三联疫苗（三合一疫苗），分別是「白喉、破傷風、百日咳混合疫苗」（简称“百白破”，DTP，Di-Te-Per）以及「麻疹、腮腺炎、德國麻疹混合疫苗」（MMR）。由於並非所有疫苗都可同時施打，因此新生兒需接受的疫苗種類仍相當繁瑣。
疫苗不僅可以使接種者罹患該疾病的发病率下降，當一種疫苗所對付之疾病僅感染單一物種時，要消滅病原便有其可行性，例如天花在自然界僅感染人類，當幾乎所有人都接種疫苗後，天花無法繼續傳播，亦無法於其他動物之間蔓延，因此於1980年聯合國宣布天花的滅絕，以及1999年第二型的小兒麻痺亦不復存在。因此逐漸有許多國家取消相關疫苗的接種，也使得未接種疫苗的個體可能在未來受到生物戰爭的威脅。

### 治療
疫苗也可以用來做積極的免疫治療，這種技術刺激免疫系統大量製作抗體，或是以外來的相應抗體，共同來對付已經感染之患者體內存有的病原，狂犬病疫苗即是運用此原理，同時這種疫苗也可能用作預防性疫苗。而近年對癌症以及愛滋病的研究發現，病變的細胞和一般細胞表面有不同的標記，可能適合作為抗體攻擊的目標，用以治療患者。

## 疫苗種類

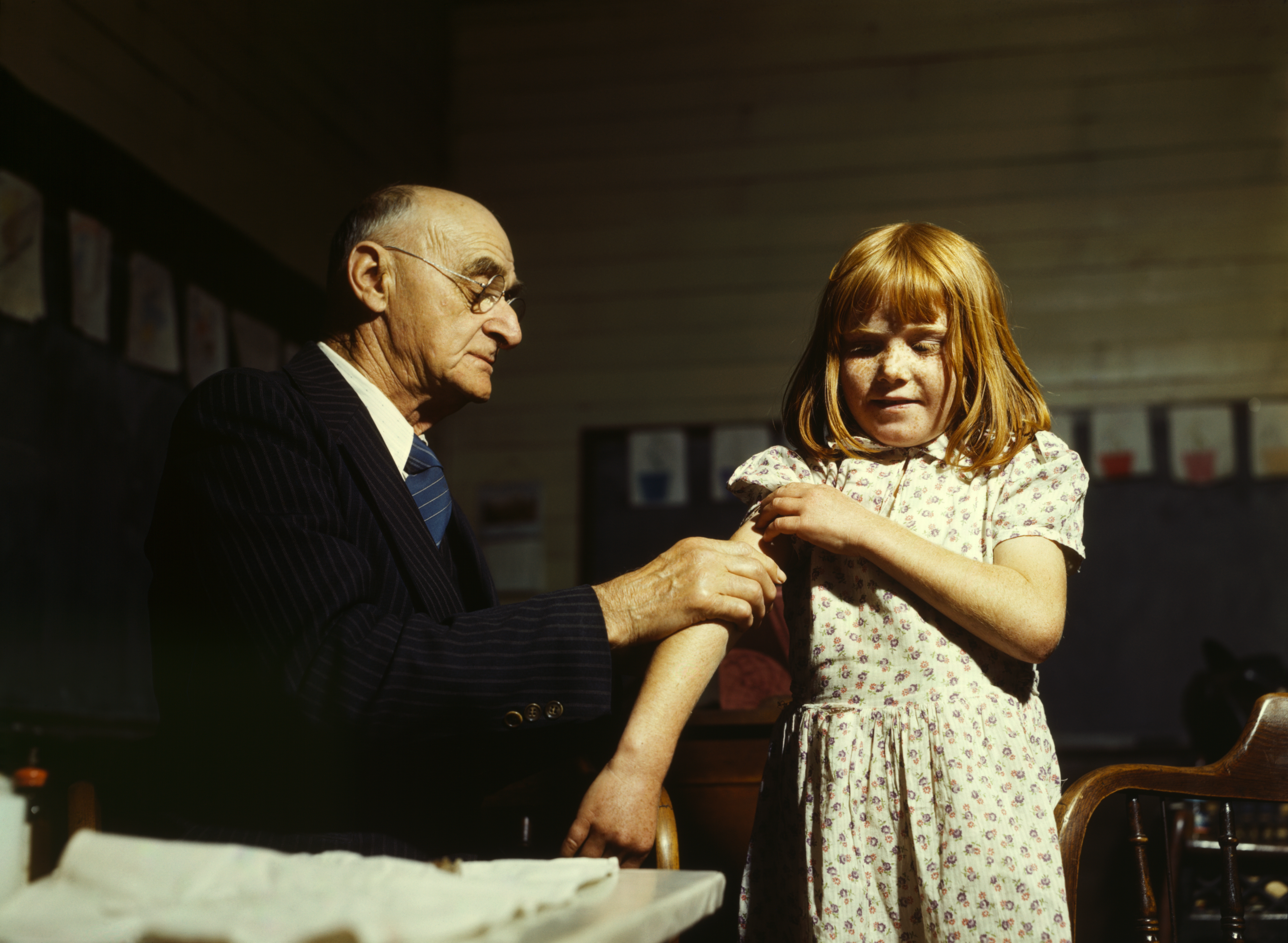
美国得克萨斯州圣奥古斯丁县的施赖伯博士在一所农村学校接种伤寒疫苗。拍摄于1943年4月。

疫苗的製作可以經由化學合成，由特定的蛋白質為引，製作出微妙的變化型態，使其能夠與淋巴球進行生化反應，影響抗體的製造；但它也可以是直接透過生物體製造的產物，以活體的病原為起始，藉由實驗控制的特殊環境下使其複製，或是使用死去的病原作為誘引，可以在不傷害其他細胞的情況下只刺激淋巴球。儘管一般認為活體疫苗的效果較好，但相對也較不易保存。因為涉及基因工程，引發研究倫理的問題，目前化學合成的疫苗則較為少用。

### 傳統疫苗
不活化疫苗透過熱或化學藥劑將致病微生物結構破壞或將其殺死，但因部分結構仍完整，可誘起免疫反應達到疫苗接種之目的，如流感、霍亂、腺鼠疫、A型肝炎，但由於毒性較低、時效短、無法引起完整的反應，有時必須追加施打。
活性減毒疫苗利用培養技術製造出的活體微生物，在製程中利用添加化學藥劑、改變遺傳物質、或是施以物理變化，以得到減低或去除毒性的品種。由於免疫反應主要偵測的是病菌本身外部的構造，因此減去毒性物質或微生物代謝產物仍可有效產生施打疫苗者的免疫力。例如：黃熱病、痲疹、腮腺炎等疫苗。活體結核疫苗是以不具傳染性的結核菌株（strain）所製，但卡介苗在美國卻鮮少使用。
類毒素疫苗某些微生物本身無害，但其產生、釋放之毒素是疾病的根源，部分科學家將此類毒素改造或破壞以達到免疫反應所需的基本誘發功能，卻不傷害接種者，例如破傷風和白喉等疫苗。
次單元疫苗有些毒素或微生物只需利用部分結構即可引發免疫反應，例如B型肝炎疫苗僅含有該種病毒的表面蛋白質。

### 新式疫苗
結合疫苗利用細菌表面多醣結構，有時這些結構對免疫系統的辨識上效果不佳，藉由將這層結構連結上許多特殊物質，例如特殊結構的蛋白質、毒素或醣類，可以增進免疫系統的判斷力，這種方式已成功用在B型流感嗜血桿菌疫苗。
基因重組載體疫苗以微生物的生理運作為基礎，配合其他物種微生物的DNA，這種方式研發出的疫苗，可能對感染過程複雜的疾病有所幫助。例如將細菌的DNA切成片段，組合至酵母菌的染色體中，利用酵母菌製作該片段之細菌蛋白質作為疫苗，可免除致病細菌對人體的實質傷害，達到免疫效果。
DNA疫苗對目標細胞，藉由改造過的病毒或細菌感染，以插入基因或調節基因表現（gene expression）的手法，引起免疫系統的活化，若這些細胞因此在表面呈現異於接種者本身的物質，將會被免疫系統辨識後受到攻擊，儘管此項技術仍在試驗中，卻有可能成為未來治療癌症、遺傳疾病的重要療法。

## 免疫反應

### 主動免疫
由於免疫系統可分辨的免疫（active immunization）。

### 被動免疫
疫苗除了可提供主動免疫的防範措施，亦可以於狀況緊急時，直接協助患者施打血清型疫苗，亦即一種由具備該疾病抵抗力的個體中，抽取血液並且純化出該種抗體，或是經由生化合成，直接注入患者體內壓制病原的活動力。台灣於2003年SARS流行期間，曾一度未經過政府核准或世界衛生組織相關有效的報告的確認時，因病患狀況危急使用此方式快速抑制病情的惡化，雖成功地爭取時間、搶救病危的數名患者，但由於抗體不可重複使用，會受到體內自行代謝分解，個體仍須自行產生抗體，以自發的免疫反應辨識外來物，才能予以記憶並持續製作抗體抵禦病況，才能真正地痊癒，這種疫苗接種引發的免疫反應則稱為被動免疫（passive immunization）。

### 接種時間表
免疫學研究指出，由於不同的引發模式可以刺激不同的抗體生成，為達最佳預防效果，使受接種者能產生最有效的抗體種類，因此一般醫療人員會在較佳的時程建議幼兒接受疫苗接種，有時為了增強單種疫苗效力、減少疫苗之間的排斥性，還必須追加施打，因此各國紛紛擬定一套包含各種疫苗的施打時程，讓幼童出生後依照約定的建議日期施打疫苗，協助人民自幼建立較健全的防禦機制，同時全球藥物實驗室並加強混合疫苗的研發，例如肺炎球菌联合疫苗（Prevnar）採用結合氏疫苗，針對肺炎雙球菌施以七種病原性物質，ProQuad vaccine則融合既有的MMR混合疫苗和水痘疫苗，都使受施打者免除多次注射的困擾，又達到一針多效的目的。

## 疫苗和公共衛生

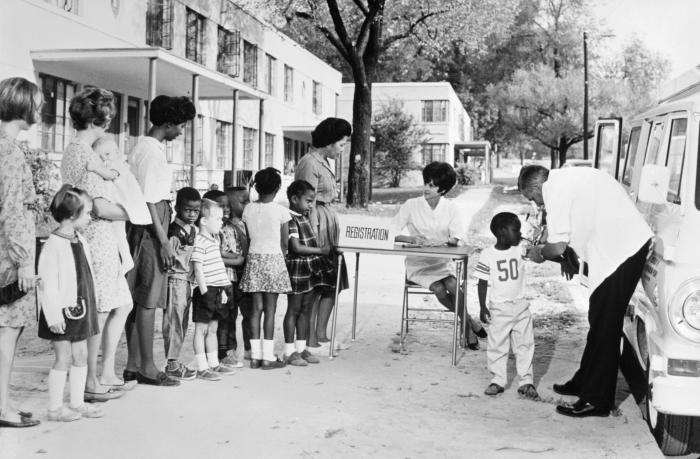
1972年，美國推廣疫苗注射一景

2002年世界衛生組織發表認為有超過200萬的幼童可能因疫苗而獲救，而最有機會因此防範的兩大疾病則是麻疹和B型肝炎。在法國，由於疫苗的使用，自1950年起某些傳染病的死亡率已經降为三十分之一，如下表所列（單位：百萬人死亡率）
|        | 白喉   | 破傷風   | 小兒麻痺 | 結核     | 百日咳 |
| ------ | ------ | -------- | -------- | -------- | ------ |
| 1950年 | 50~100 | 20~50    | 5~10     | 300~1000 | 20~50  |
| 1990年 | 0      | 0.25~0.5 | 0        | 13       | 0.1    |

疫苗的效用在某些時候卻仍不明朗，回顧19世紀起結核病病例在許多國家中大幅下降，且在疫苗發明之前感染人數即已明顯下滑，流行病學家卻認為此狀況並非受惠於疫苗接種的施行，並指出衛生條件和營養的改善才是根本原因；從世界衛生組織大規模的研究中，例如結核病已是地方病的印度，經過該組織對26萬人的追蹤發現卡介苗的效用可能不如預期，研究人員在接種卡介苗與否的兩組研究對象中，並未發現明顯的差距；另一份報告則指出，在印度針對36萬6625人的研究發現卡介苗甚至對肺結核毫無預防功效。事實上，霍亂疫苗的實際功效也不明確，一份臨床論文為測試其效用，在印尼霍亂較少發生的地區抽取6萬人做樣本，亦發現沒有顯著的預防效果，因此，在法國目前除觀光客以外，已不再要求霍亂疫苗的注射。

### 強制接種疫苗
世界衛生組織曾於1986年定義區域整體健康的概念後，陸續推動著健康城市（Healthy Cities）計畫，隨後更經過數次會議增修整合內容後，於1998年出版品中詳細敘述32項健康指標，將疫苗接種列為醫療服務部分的重點之一，明確指出一地區兒童接受法定疫苗接種之比率，足以影響一座城市的健康度,。儘管如此，歐洲仍有許多國家，如英國、愛爾蘭、德國、西班牙、丹麥、芬蘭、瑞典、冰島、盧森堡、荷蘭、瑞士等，在法律上並不要求人民接受任何疫苗接種。
有些國家基於個人健康以及當地疾病盛行狀況，或為自發，或受世界衛生組織協助推動，強制要求國民接種部分疫苗種類，如比利時的小兒麻痺、義大利規定白喉、B型肝炎、小兒麻痺，葡萄牙則要求12至18個月的嬰兒施打破傷風和白喉疫苗。有時為以全體人民作防疫目標，政府可能部分或全面以政府津貼或社會保險，補助居民預防接種所需之診療費用以茲吸引；反之，對違抗者卻可透過法律途徑施以罰款、拘留、隔離、強制投藥、強制接種、甚至有期徒刑等法律責任,，試圖以懷柔高壓並濟的手段，達到公共衛生的目的。
台灣自1948年起引進第一支類毒素疫苗，已陸續訂定衛生法規試著完善預防接種的制度，依該法規，嬰、幼兒童以及小學生都必須依照建議時程接受預防接種。而2003年SARS疫情在東亞爆發，將該地區醫療衛生體系宜加改進重點透明化，促使中國大陸進行制度革新，2005年始正式施行預防接種的各項法規，並且要求各相關機關確實執行，以加緊改善當地人民的健康品質。

### 消滅疾病
疫苗接種的使用成功地消滅了天花這種具有高度傳染力且極易致死的人類疾病，今日有越來越多的新興疾病，由於大多數人免疫系統未有遭遇的經驗，一旦傳入人群中，極易發生大流行，此時若有疫苗的使用，將可有效阻止疫情的爆發，這種情況便稱為族群免疫力（英語：herd immunity），尤其當一種傳染病僅在特定或極少數物種間流傳時，甚至可如同天花滅絕一般執行消滅計畫，將流行病控制為地方病，進一步予以消除，例如小兒麻痺僅在人類中傳染，目前已受侷限為極少數國家之地方病，但因部分感染區不易完全實施該項計畫，直至2006年底消滅小兒麻痺的預定日已兩度延期。

## 副作用和風險
疫苗接種也有風險，有時可導致接種者不適甚至死亡，但多數副作用僅會造成的微小的影響，嚴重的狀況較少發生，但仍應多加留心。

### 自然風險
下列各主要疫苗可能帶來的併發症及傷害（依照疫苗名稱筆劃排序）：
- B型肝炎疫苗可引起關節炎、腎小球腎炎（Glomerulonephritis）、血小板減少（thrombocytopenia）、紅斑、血管炎、急性心包炎。
- 小兒麻痺疫苗於1950年代首次大規模注射，由於早期疫苗採用未經減毒處理的活病毒，導致22萬人受到感染，其中7萬人發病、164人嚴重癱瘓，10人死亡[27]；後來的沙克疫苗亦有受到SV40這種對猴子無害，在人類卻與癌症有相關性的病毒污染[28][29][30][31]；由於小兒麻痺病毒本身攻擊目標為神經系統，因此併發症狀如皮膚炎、注射部位附近關節疼痛、過敏反應、抽搐、多發性神經病變（Polyneuropathy）、脊髓炎、面癱、基蘭－巴瑞症候群（syndrome de Guillain-Barré）、亞急性硬化全腦炎（SSPE）都相當嚴重。
- 天花疫苗（Smallpox vaccine）所造成的併發症皆為醫學史文獻所記載，因自1977年起，天花被宣告正式從地球上滅絕，儘管仍有疫苗庫存以玆防範未來緊急狀況，但全球幾乎不再進行相關疫苗的接種。可能造成的症狀有注射後腦炎，美國發生機率介於1/150,000至1/25,000[32][33]；疫苗性濕疹發生率約1/26000[34][35][36][37]，偶有誘發癌症的案例，以淋巴肉瘤（lymphosarcoma）[38]。
- 水痘疫苗可能引發過敏性休克，若為活體病毒製劑還可造成傳染他人的危險。
- 卡介苗在北歐造成發生率約1/25000的骨炎（osteitis）[39]、也會引發「卡介苗炎」（BCGitis, bécégites）[40]，這種發炎反應是嚴重、可致死的併發症，多發現於患有嚴重複合免疫不全症（severe combined immunodeficiency）的孩童，在6個月或至滿週歲之前的注射有三分之一的發生率。
- 白喉、破傷風、百日咳的三合一疫苗的副作用主要來自百日咳疫苗[41][42]，可導致嚴重急性神經異常（有80.5%的案例是在注射後24小時內發作）、智能發育嚴重或中度障礙、永久半身不遂（hemiplegia）、急性脑病变、休克、過敏性休克。
- 麻疹、德國麻疹、腮腺炎混合疫苗可引起紫斑、血小板減少、腦膜炎[43]。
- 流感疫苗（Flu vaccine）可能引起過敏反應或基蘭－巴瑞症候群[44]。
- 黃熱病疫苗可引起的副作用雖較輕微，可能僅是注射之後頭、背部不適，通常兩天內症狀會消失，但也有較為緊急的情況，如過敏、紅疹（rash）、紅斑、血管性水腫（angioedema）、氣喘或是出現以水腫或壞死為特徵的亞都司氏現象（Arthus reaction）、嬰幼兒亦可能因此罹患腦炎[45]。
- 傷寒熱疫苗可引起腎病變，發作時間從注射後幾小時到數週不等。
- 嗜血桿菌疫苗可能引起基蘭－巴瑞德症候群或是水腫（edema）、發紺、紫斑的現象。

### 人為疏失
有時儘管接受疫苗接種者，接種前生理狀況正常，疫苗品質亦受到多重管制和驗證，仍有可能發生醫療人員操作疏失，例如打錯疫苗、重複注射、或難以預期的併發症、人體傷害、動物傷害，因而導致法律糾紛、引起群眾對法律的質疑及對醫療照護失去信心,,。但較為完善的法律，通常對這類可能疏失都會事先予以多方規範，以確保醫療各項環節的安全，包括疫苗的保存方式、檢驗保存後的效力，以及環境不利疫苗保存時的防範和配套措施，自取用之核對、乃至空針銷毀的各項步驟安全都有限制，再加上對注射者身心狀況的確認、對狀況異常者的處理方法也有較明確的處理，若能確實執行多重而積極的保護措施，一般情況下預防接種工作仍有其安全性。此外，關於疫苗注射的意義和程序，大眾應具備基本的了解，公共衛生人員也應善盡宣導義務，藉以保護大眾權益，如此可以降低事故發生機率，或是在傷害發生時，能夠及時尋求協助或給予適當補償。長久之計則為進一步促使疫苗研究的革新，將疫苗所帶來的負面影響減少。

## 備註
1. ↑  【接種】ㄐㄧㄝ　ㄓㄨㄥˋ：將疫苗注射到人或動物體內使人產生抗體，以預防疾病。教育部簡編本：http://dict.concised.moe.edu.tw/cgi-bin/jbdic/gsweb.cgi?o=djbdic&searchid=Z00000022010

## 延伸閱讀

### 中文書籍
- 楊玉齡、羅時成。《肝炎聖戰 - 台灣公共衛生史上的大勝利》。天下遠見出版，台北，2002。 ISBN 957-621-605-2
- 周兆祥。《免疫針危害健康》。水連天，1998。 ISBN 962-7258-09-1

### 法文書籍

#### 接種的整體觀念
- Chadu, Les vaccinations du voyageur
- Collectif, Vaccinations – ouvrons le dialogue, éd. CFES
- Collectif, Les vaccinations généralités, éd. Mérieux
- Collectif, Les vaccinations en question, éd. Frison Roche
- Collectif, Guide des vaccinations, éd. CFES (1999)
- Collectif, Vaccinations : actualités et perspectives
- Antonio Cruz Cubas, Vaccins et vaccinations, éd. Ellipses
- Desgrees du Loo, Les études du CEPED n°12 – sauver les enfants : le rôle des vaccinations, éd. CEPED
- Many Ewondo Etoundi, Précis d'immunologie générale et vaccination, éd. Clé
- René Gentils, Vaccinations, éd. Atlas
- Stéphane Guidon, Vaccination : le guide pratique
- Claude Hannoun, La vaccination, éd.PUF
- Pierre Lépine, Les vaccinations, éd. PUF
- Régine Lambert, Les vaccinations aujourd'hui
- Anne-Marie Moulin, L'aventure de la vaccination, éd. Fayard
- Ajja Nizar, La vaccination, éd. Institut Mérieux
- Michel Rey, Vaccinations, éd. Masson
- Josyane Rey-Lacoste, Vaccinations, éd. Masson

#### 相關的批判觀點
- Dr Françoise Berthoud, Vacciner nos enfants ? - le point de vue de trois médecins, éd. Soleil (1985) (ISBN 2088058-027-7)
- Dr. Paul-Émile Chèvrefils, Les vaccins, racket et poison ? (Québec 1965)
- Dr Yves Couzigou, Phobie des microbes et manie vaccinale
- Simone Delarue, Les vaccinations dans la vie quotidienne
- Simone Delarue, Vaccination/protection: mythe ou réalité ? (ISBN 2-903009-06-6)
- Fernand et Simone Delarue, La rançon des vaccinations, (ISBN 2-903009-05-8)
- Fernand Delarue, L'intoxication vaccinale, éd. Seuil (1977)
- Dr. Louis De Brouwer, Vaccination: erreur médicale du siècle,  (ISBN 2-89239-183-0)
- Dr Jean Elmiger, La médecine retrouvée, éd. Maloine (1984, 1989), éd. Léa
- Dr Michel Ferru, La faillite du BCG - témoignages d'hier et aujourd'hui, éd à compte d'auteur (1977)(ISBN 2-9500150-1-8)
- Michel Georget, Vaccinations, les vérités indésirables, éd. Dangles (2000) (nombreuses références bibliographiques de la littérature médicale internationale)
- Sylvie Simon, Vaccination l'overdose, éd. Déjà (1999)

### 德文書籍
- J. Fink, Impfen schützt - ärztlicher Ratgeber für Fernreisende, Ostfildern 2000, ISBN 3-7718-1075-2
- Ulrich Heininger, Handbuch Kinderimpfung. Hugendubel, Kreuzlingen 2004, ISBN 3-7205-2496-5
- Gabi Hoffbauer, Der kritische Impfratgeber.  Knaur, München 2004, ISBN 3-426-66902-1
- Volker Klippert, Ulrike Röper, Roland J. Riedl-Seifert, Impfen und Recht. Zuckschwerdt, Germering 2003, ISBN 3-88603-826-2
- Ute Quast, Sigrid Ley, Schutzimpfungen im Dialog. 3. Auflage. Kilian, Marburg 1999, ISBN 3-932091-41-8
- Johannes-Peter Rupp (Hrsg.), Hundert Jahre Impfgesetz. Ausstellungskatalog. Universitätsbibliothek, Gießen 1974 (Digitalisat)
- Heinz J. Schmitt, Impfungen für Kinder - großer Schutz für kleine Schätze. Kilian, Marburg 2000, ISBN 3-932091-43-4
- Heinz Spiess, Ulrich Heininger (Hrsg.), Impfkompendium. 6. Auflage. Thieme, Stuttgart und New York 2005, ISBN 3-13-498906-9
- Reiner Thomssen, Schutzimpfungen. Grundlagen, Vorteile, Risiken. Beck, München 2001, ISBN 3-406-44775-9

## 外部連結

### 疫苗列表
- （英文） 疫苗列表
- （英文） 疫苗商品名稱列表
- （英文） 美國核准的疫苗列表 （页面存档备份，存于）

### 疫苗的相關概念
- （法文） Académie française de médecine
- （法文） 巴斯德研究室 （页面存档备份，存于）
- （法文） 疫苗：不要盲目注射！PDF, Le Généraliste n°2120, 22 mai 2001
- （法文） Myofasciite post vaccin - document de l'INVSPDF
- （法文） 疫苗對法國預防醫學的影響 （页面存档备份，存于）
- （法文） INPES 2006疫苗接種指引PDF
- （法文） 加拿大國家免疫資料：官方標準、基礎知識和疫苗副作用的監視系統PDF
- （法文） 疫苗問與答
- （法文） 疫苗總體概念 （页面存档备份，存于）
- （法文） B型肝炎疫苗及其嚴重的副作用：不可混淆順序和結果[]PDF, Paul Cales, Gastroenterol Clin Biol 2001
- （法文） 疫苗的危險性，比利時
- （英文） 認識不同的疫苗 （页面存档备份，存于），美國CDC
- （英文） 疫苗的副作用 （页面存档备份，存于），美國CDC
- （英文） 流感疫苗的副作用 （页面存档备份，存于），美國CDC
- （英文） 疫苗：種類和發展，美國亞利桑那大學
- （英文） CGDev.org　Vaccines for Development, Center for Global Development
- （英文） 疫苗, Richard Conan-Davies, BSc Dip Ed, October 22, 2001
- （英文） 免疫（用傳統思維看疫苗） （页面存档备份，存于）National Institute of Health
- （英文） 別相信兒童疫苗, Michael Fumento (June 30, 2005)
- （英文） 疫苗席捲人類物種, Pat Rattigan, ND
- （英文） 製備疫苗的原理 （页面存档备份，存于）（動畫）
- （英文） 疫苗簡史 （页面存档备份，存于）
- （英文） Before the Institute of Medicine[]PDF 談局部抗菌劑與自閉症, US Congressman Dave Weldon, MD, February 9, 2004
- （英文） 惡質醫學，政府如何干涉疫苗市場導致缺乏、智能遲緩和死亡
- （英文） 美國疫苗資訊指南 （页面存档备份，存于）, Dr. Dan Schultz